# Anni 410 a.C.
Gli anni 410 a.C. sono il decennio che comprende gli anni dal 419 a.C. al 410 a.C. inclusi.

## Nati
- Epaminonda, politico e militare greco antico († 362 a.C.)
- Ificrate, generale ateniese († 353 a.C.)410 a.C.
- Androzione, politico e storico ateniese († 340 a.C.)

## Morti
- Lachete di Melanopo, militare ateniese (n. 467 a.C.)414 a.C.
- Lamaco, militare ateniese
- Marco Postumio Regillense, politico e militare romano413 a.C.
- Demostene, militare ateniese
- Eurimedonte, militare ateniese
- Nicia, militare e politico ateniese (n. 470 a.C.)
- Perdicca II di Macedonia, sovrano macedone antico412 a.C.
- Calcideo, ammiraglio spartano411 a.C.

- Androcle, politico e retore ateniese
- Antifonte di Ramnunte, oratore ateniese (n. 480 a.C.)
- Eupoli, commediografo ateniese
- Frinico, ammiraglio e politico ateniese
- Iperbolo, politico ateniese
- Pedarito, ammiraglio spartano

- Ippocrate di Chio, matematico e astronomo greco antico (n. 470 a.C.)
- Mindaro, ammiraglio spartano
- Seute I, sovrano